# Hans Boersma
Hans Boersma (* 3. Mai 1961 in den Niederlanden) ist ein niederländisch-kanadischer anglikanischer Theologe und Priester der Anglican Church in North America. Er ist Professor für Asketische Theologie am Seminar Nashotah House in Nashotah, Waukesha County, Wisconsin. Sein Forschungsfeld umfasst die Patristik, Sakramententheologie sowie die katholische Theologie des 20. Jahrhunderts, speziell die Nouvelle Théologie.

## Leben
Hans Boersma wuchs in den Niederlanden auf und zog im Jahr 1983 nach Kanada.

### Ausbildung
Noch in den Niederlanden absolvierte er ein Studium (BEd) in Ede an der Christlichen Pädagogischen Fachhochschule Felua (nach Fusionen ab 1994 heute Christelijke Hogeschool Ede). Nach seinem Umzug nach Kanada studierte (BA) er dort Geschichte an der University of Lethbridge. Seine erste theologische Ausbildung (MDiv) erhielt er am Canadian Reformed Theological Seminary, dem Theologischen Seminar der Canadian and American Reformed Churches (CanRC), in Hamilton, Ontario. Anschließend erlangte er einen Master in Theologie (ThM) an der Universität Utrecht. 1993 promovierte er ebenfalls dort in Historischer Theologie mit einer Dissertation über Richard Baxter.

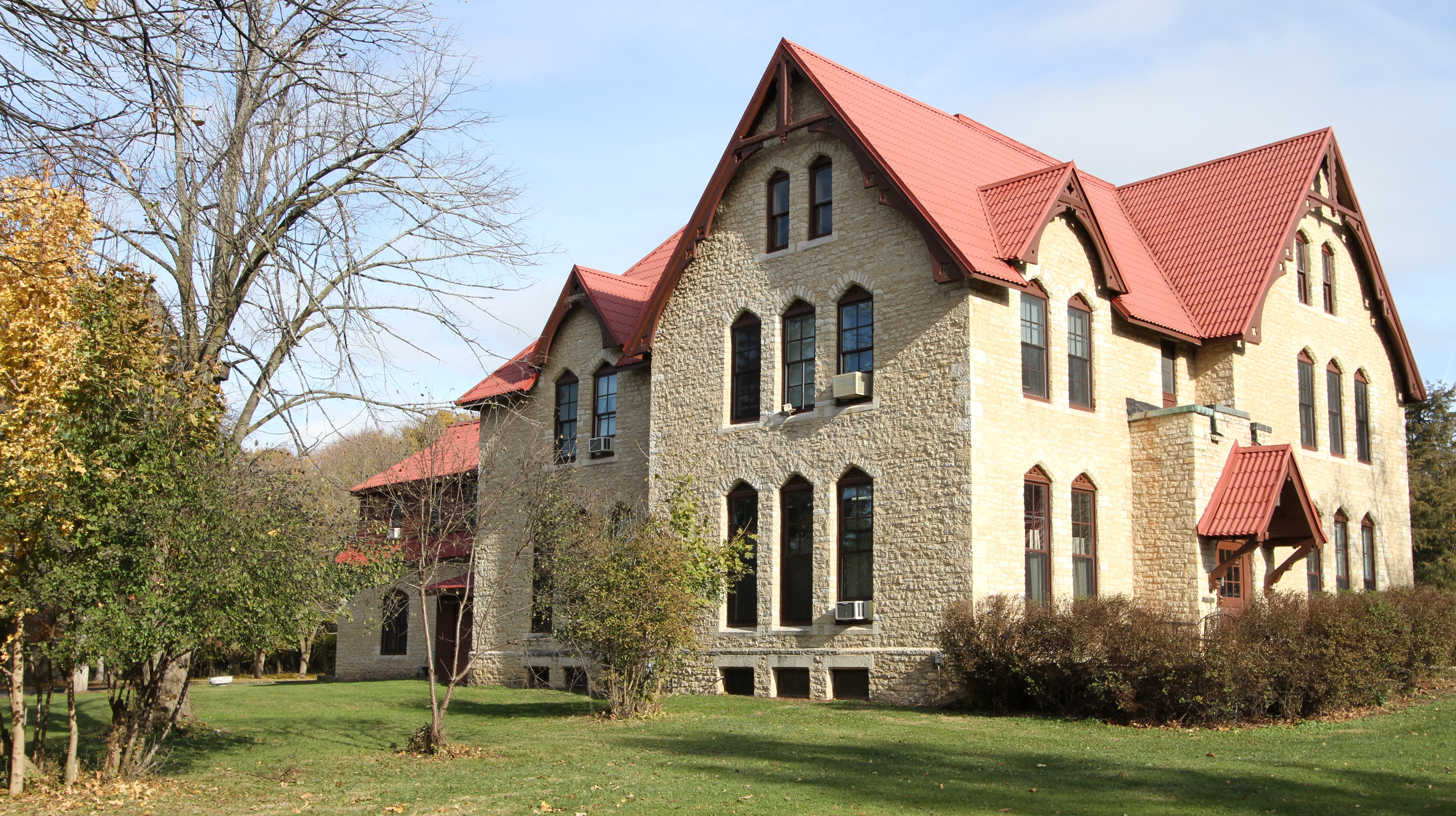
Am Nashotah House lehrt Boersma gegenwärtig.

### Akademischer Werdegang
Er lehrte von 1999 bis 2005 an der Trinity Western University in Langley, British Columbia. Zu diesem Zeitpunkt wurde er auf die J.-I.-Packer-Professur für Theologie am Regent College in Vancouver berufen, wo er bis 2019 blieb. Währenddessen war er von 2015 bis 2016 Gastprofessor an der US-amerikanischen St. Louis University. Vom Regent College wechselte er ans anglokatholische Nashotah House Theological Seminary. Hier hat er den Lehrstuhl des Order of St. Benedict Servants of Christ Endowed Professorship in Ascetical Theology inne.

### Geistlicher Werdegang
Bevor Boersma an der TWU lehrte, wirkte er als reformierter Pastor. Im Jahr 2021 wurde er zum Diakon und nachfolgend zum Priester in der ACNA geweiht.

### Privates
Boersma ist verheiratet mit seiner Frau Linda. Das Ehepaar hat fünf Kinder und dreizehn Enkel.

## Veröffentlichungen (Auswahl)
Monographien
- A Hot Pepper Corn. Richard Baxter's Doctrine of Justification in Its Seventeenth-Century Context of Controversy. Vancouver, Regent College Publishing 2003, ISBN 978-1573832823.
- Violence, Hospitality, and the Cross. Reappropriating the Atonement Tradition. Baker Academic, Grand Rapids, Michigan 2004, ISBN 978-0801031335.
- Nouvelle théologie and sacramental ontology. A return to mystery. Oxford Univ. Press, Oxford 2009, ISBN 978-0199229642.
- Heavenly participation. The weaving of a sacramental tapestry. Eerdmans, Grand Rapids, Michigan 2011, ISBN 978-0802865427.
- Embodiment and virtue in Gregory of Nyssa. An anagogical approach. Oxford Univ. Press, Oxford 2015, ISBN 978-019-872-823-8.
- Scripture As Real Presence. Sacramental Exegesis in the Early Church. Baker Academic, Grand Rapids 2017, ISBN 978-0801017032.
- Seeing God. The beatific vision in Christian tradition. William B. Eerdmans Publishing Company, Grand Rapids, Michigan 2018, ISBN 978-0802876041.
- Pierced by Love. Divine Reading with the Christian Tradition. Lexham Press, Bellingham, Washington 2023, ISBN 978-1-68359-677-6.

Herausgeberschaft
- mit Matthew Levering (Hrsg.): The Oxford handbook of sacramental theology. Oxford University Press, Oxford 2018, ISBN 978-0-19-965906-7.